# Ahmed Radhi
Ahmed Radhi Amaiesh Al-Salehi (Samarra, 21 aprile 1964 – Baghdad, 21 giugno 2020) è stato un calciatore e allenatore di calcio iracheno, di ruolo attaccante.

## Carriera

### Club
Iniziò la carriera nel 1982 nell'Al-Zawraa, dove rimase per 3 anni, prima di passare all'Al-Rasheed, dove restò sino al 1989, anno in cui tornò all'Al-Zawraa. Nel 1993 passò poi all'Al-Wakra per tornare nuovamente all'Al-Zawraa l'anno successivo e lì rimanere sino al 1999, anno del suo ritiro.
Nel 1988 vinse, nella sua prima edizione, il premio di Calciatore asiatico dell'anno; ad oggi è l'unico calciatore iracheno ad aver ottenuto tale riconoscimento.

### Nazionale
La sua avventura in nazionale iniziò nel 1982, per poi terminare 15 anni dopo, nel 1997. Tuttavia con la selezione irachena egli prese parte ai Mondiali del 1986, realizzando l'unica rete della squadra asiatica, al campionato del mondo 1986 contro il Belgio. Globalmente con la propria nazionale, scese in campo 121 volte, segnando inoltre 62 reti.

### Morte
È morto il 21 giugno 2020 per complicazioni dovute al COVID-19, dopo essere stato ricoverato per una settimana in un ospedale di Baghdad.

## Palmarès

### Giocatore

#### Individuale
- Calciatore asiatico dell'anno: 1

1988